# Брунелли, Камила
Камила Брунелли родилась 30 марта 1957 года во Флоренции. Историк и германист.

## Жизнь
Дочь иностранного корреспондента итальянской газеты, обучалась в гимназии в Бонне, затем в Университете во Флоренции (по специальности история и германистика).
С 1988 по 1995 гг. работала в австрийском консульстве во Флоренции, с 1990 по 2007 гг. — синхронным переводчиком на итальянском телевидении. С 1984 г. активист австро-итальянского общества городов-побратимов Эбензее — Прато. Сотрудничала с фондом «Топография террора» (Берлин).
С 2002 года директор Музея депортации в Прато (Италия).
С 2009 года представляет Италию в Интернациональном Совете Австрийской службы за границей.